# دوقية فيرارا

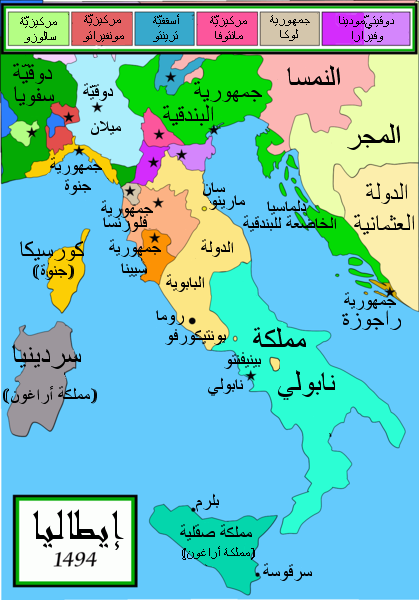
دوقية فيرارا (بالبنفسجي الفاتح) في سياق إيطاليا أواخر القرن الخامس عشر.

دوقية فيرارا هي دولة سابقة ذات سيادة في شمال إيطاليا.
أعلن أوبيتسو الثاني ديستي حاكماً مدى الحياة على فيرارا في 1264. كما أصبح سيداً إقطاعياً على مودينا القريبة 1288 و ريدجو في 1289. في 1452 أصبح آل إستي دوقات على مودينا وريدجو، وفي 1471 أصبحت فيرارا دوقية أيضاً.
في 1597، عندما توفي ألفونسو الثاني من دون وريث، خسر آل إستي فيرارا لصالح الدولة البابوية لكنهم احتفظوا بمودينا وريدجو حتى عام 1796 بوجود بعض الفواصل القصيرة.